# زندگی پنهان کلمات
زندگی پنهان کلمات (انگلیسی: The Secret Life of Words) یک فیلم به کارگردانی ایزابل کوشِت است که در سال ۲۰۰۵ منتشر شد. از بازیگران آن می‌توان به سارا پالی، تیم رابینز، جولی کریستی، خاویر کامارا، سوئره آنکر اوسدال و ادی مارسن اشاره کرد. 
داستان فیلم درباره دختری به نام هانا که از سمعک استفاده می کند است .برای پرستاری به خانه مردی به نام " جوزف " می رود جوزف به خاطر سوختگی به طور موقت بینایی ا را از دست داده است و هانا پرستار اوست . اما این پرستاری به سادگی تمام نمی شود و ...

این فیلم نامزد 5 جایزه گویا شد و از این 5 نامزدی 4 مورد به برد انجامید . زندگی پنهان کلمات فیلمی درباره عشق و رستگاری است. که ایزابل کویکت در ان از عمیق ترین درد ها و فراموشی حرف می زند. تلاشی که مرد بیمار برای شکستن سکوت خودخواسته پرستارش می کند ستودنی است. این تلاش ارتباطی صمیمی شکل می دهد که هسته اصلی داستان است. ایزابل کویکت احساسات میان این دو را با حساسیتی ظریف و نگاهی تکان دهنده . به کمک دیالوگ های کوتاه بیان میکند. 